# Trudeliese Schmidt
Trudeliese Schmidt (* 7. November 1942 in Saarbrücken; † 24. Juni 2004 ebenda) war eine deutsche Opernsängerin (Mezzosopran).

## Leben
Nach einem Gesangsstudium gab Trudeliese Schmidt 1965 ihr Operndebüt am Saarländischen Staatstheater in Saarbrücken als Hänsel in der Oper Hänsel und Gretel. Es folgte ein weiteres Engagement am Hessischen Staatstheater in Wiesbaden. 1969 wurde sie Mitglied des Ensembles an der Deutschen Oper am Rhein. 1969 sang sie am Staatstheater Nürnberg in der Uraufführung der Oper Träume von Isang Yun. 1974 begleitete sie die Bayerische Staatsoper auf einer Tourneereise in Japan.
Zu ihren bekanntesten Opernrollen gehörten Octavian (Der Rosenkavalier), Komponist (Ariadne auf Naxos), Cherubino (Figaros Hochzeit), Isabella (Die Italienerin in Algier) und Fatime (Abu Hassan).
1975 sang Schmidt bei den Bayreuther Festspielen die Wellgunde in Das Rheingold und in Götterdämmerung. Außerdem trat sie als Grimgerde in Die Walküre sowie als Blumenmädchen und 1. Knappe in Parsifal auf.
Ab 1977 wirkte sie am Opernhaus Zürich regelmäßig im Monteverdi-Zyklus (Nikolaus Harnoncourt/Jean-Pierre Ponnelle) mit und verkörperte auch in den danach produzierten Filmen mehrere Hauptrollen. Anschließend trat sie dort auch im Mozart-Zyklus von Harnoncourt und Ponnelle bis in die 80er Jahre hinein auf.
Regelmäßig trat Schmidt auch bei den Salzburger Festspielen auf. Sie sang dort 1974 und in den Jahren 1978–1980 die Zweite Dame in Die Zauberflöte von Wolfgang Amadeus Mozart. Es folgte 1978–1981 der Komponist in Ariadne auf Naxos von Richard Strauss. 1980 übernahm sie außerdem den Cherubino in Le nozze di Figaro. 1981 und 1982 sang sie die Meg Page in Falstaff von Giuseppe Verdi. Weitere Rollen in Salzburg waren der Idamante in Idomeneo (1983–1984), die Clairon in Capriccio (1985–1987) und die Marcellina in Le Nozze di Figaro (1995–1996). 1986 sang sie das Alt-Solo in der Missa solemnis von Ludwig van Beethoven in einer Aufführung mit den Berliner Philharmonikern unter der Leitung von Herbert von Karajan und mit Lella Cuberli, Vinson Cole und José van Dam in den weiteren Solo-Partien.
Schmidt gastierte seit 1974 auch an der Wiener Staatsoper. Sie sang dort bis 1991 in insgesamt 120 Vorstellungen unter anderem Cherubino, Komponist, Octavian, außerdem Dorabella in Così fan tutte, Annio in La clemenza di Tito, Silla in Palestrina von Hans Pfitzner und von 1986 bis 1989 die Brangäne in Tristan und Isolde. 1986 nahm sie an der Japan-Tournee der Wiener Staatsoper teil.
1982 debütierte sie am Teatro Colón in Buenos Aires als Komponist in Ariadne auf Naxos neben Anna Tomowa-Sintow als Primadonna.
1987 sang sie an der Deutschen Oper am Rhein in Düsseldorf die Carlotta in der Oper Die Gezeichneten von Franz Schreker. Bei den Schwetzinger Festspielen übernahm sie 1991 die Partie der Marchesa in der Uraufführung der Oper Enrico von Manfred Trojahn. 1999 war sie in Düsseldorf die Kostelnička in der Oper Jenůfa von Leoš Janáček.
In einem Sonderkonzert für Papst Johannes Paul II. im Vatikan sang sie 1985 als Solistin in Mozarts Krönungsmesse mit den Wiener Philharmonikern unter der Leitung von Herbert von Karajan.
1984 und 1985 moderierte sie für das ZDF die Sendung Das Sonntagskonzert. Gelegentlich arbeitete sie auch als Darstellerin für Dokumentar- bzw. Fernsehfilme, so etwa für den Produzenten Peter Rocholl beim Saarländischen Rundfunk in einer Serie von szenisch verfilmten Liederzyklen von Modest Mussorgski (Kinderstube), Hector Berlioz (Les nuits d´été) und Paul Hindemith (Die junge Magd).
2004 verstarb sie nach langer Krankheit in Saarbrücken und wurde auf dem Waldfriedhof in Burbach beigesetzt. Trudeliese Schmidt war die jüngere Schwester der Schauspielerin Ingrid Caven.

## Filmografie
- 1973: Eine Nacht in Venedig
- 1978: L’Orfeo (La Musica / Speranza)
- 1979: L’incoronazione di Poppea (Ottavia)
- 1980: Il ritorno d’Ulisse in patria (Penelope)
- 1996: Poussières d’amour
- 1998: Suche nach Leben